# Sljeme (hegy)
A Sljeme egy hegy Horvátországban, a Medvednica-hegységben, a zágrábiak egyik kedvenc piknikező helye.

## Története
A Sljeme csúcsa, Zágráb felett 1033 méteres tengerszint feletti magasságban található. Ma már aszfaltos út és számos túraútvonal vezet Sljemére, de nem volt mindig ez így. A zágrábi polgárok 1870-ben élvezhették először Sljeme látványát, amikor a tetején levő erdőt teljesen kivágták. Ugyanebben az évben egy német földmérő, Nitzl elhozta Sljemére Lovrenčić és Meško zágrábi kereskedőket, akik annyira el voltak ragadtatva a hegyről, hogy úgy döntöttek, hogy a tetejére szilárd fapiramist építenek. A kilátó, bár csak 4 méter magas volt, az első műtárgy a horvát hegymászás történetében.
Az erdő növekedésével a piramis is nőtt: 1877-ben egy új, 8 méter magas faépítményt emeltek, 1889-ben pedig egy 12 méteres vas kilátó váltotta fel. A kilátót később a Szamobori-hegységbe, Japetićre költöztették, ahol még mindig fogadja a hegymászókat. A Sljeme látogatói azonban nem sokáig élvezték az új kilátót: 1973-ban új, 169 méter magas TV-tornyot terveztek ide, a kilátót pedig bezárták. Az új tornyot a kilátást kereső látogatók paradicsomaként fogadták. A lift 81 m magasságba, egy nyitott kilátóba és egy kissé alacsonyabban kialakított kávézóba juttatta őket, ahonnan a világ minden tájára nyílik kilátás. Még egy olyan luxuséttermet is terveztek, amelynek forgó platformja lett volna, de soha nem épült meg. Sajnos a torony kevesebb, mint két évig volt nyitva a látogatók előtt, ezt követően a Sljeme látogatóinak meg kellett elégedniük a hegy tetején lévő kilátóból a Zagorje látványával. A kilátó a sípályák felett helyezkedik el, mely a Medvednica egy másik megkerülhetetlen része. Zágrábi lakosok generációi nőttek fel ezen a kis síterepen, köztük a horvát sísport két nagy csillaga, egy testvérpár, Janica és Ivica Kostelić. Két nagy világkupás szlalomversenyt is rendeztek a Medvednicán. Kevésbé ismert, hogy szlalomot először 1932 márciusában rendeztek itt, lesiklást pedig csak egy évvel később. 1963-tól 2007-ig a Sljemén felvonó működött. Sljeme a zágrábiak egyik kedvenc piknikező helye. Kissé nyugatra, a Tomislalvov dom szálloda alatt egy elkerített lejtőn volt a Sljeme-i hegyi botanikus kert, amelyet 1939-ben alapítottak. 